# Grant County (West Virginia)
Grant County ist ein County im Bundesstaat West Virginia der Vereinigten Staaten. Der Verwaltungssitz (County Seat) ist Petersburg. Das U.S. Census Bureau hat bei der Volkszählung 2020 eine Einwohnerzahl von 10.976 ermittelt.

## Geographie
Das County liegt im Nordosten von West Virginia, grenzt im Nordwesten an Maryland und hat eine Fläche von 1244 Quadratkilometern, wovon acht Quadratkilometer Wasserfläche sind. Es grenzt im Uhrzeigersinn an folgende Countys: Mineral County, Hardy County, Pendleton County, Tucker County und Garrett County (Maryland).

## Geschichte
Grant County wurde am 14. Februar 1866 aus Teilen des Hardy County gebildet. Benannt wurde es nach Ulysses S. Grant, dem Oberbefehlshaber der Unionsarmeen im Amerikanischen Bürgerkrieg und 18. Präsident der Vereinigten Staaten.

## Demografische Daten

Alterspyramide des Grant County

Nach der Volkszählung im Jahr 2000 lebten im Grant County 11.299 Menschen in 4.591 Haushalten und 3.273 Familien. Die Bevölkerungsdichte betrug 9 Einwohner pro Quadratkilometer. Ethnisch betrachtet setzte sich die Bevölkerung zusammen aus 98,33 Prozent Weißen, 0,67 Prozent Afroamerikanern, 0,26 Prozent amerikanischen Ureinwohnern, 0,14 Prozent Asiaten, 0,02 Prozent Bewohnern aus dem pazifischen Inselraum und 0,13 Prozent aus anderen ethnischen Gruppen; 0,45 Prozent stammten von zwei oder mehr Ethnien ab. 0,55 Prozent der Bevölkerung waren spanischer oder lateinamerikanischer Abstammung.
Von den 4.591 Haushalten hatten 30,2 Prozent Kinder und Jugendliche unter 18 Jahre, die bei ihnen lebten. 59,5 Prozent waren verheiratete, zusammenlebende Paare, 8,2 Prozent waren allein erziehende Mütter, 28,7 Prozent waren keine Familien, 24,5 Prozent waren Singlehaushalte und in 11,3 Prozent lebten Menschen im Alter von 65 Jahren oder darüber. Die Durchschnittshaushaltsgröße betrug 2,43 und die durchschnittliche Familiengröße lag bei 2,87 Personen.
Auf das gesamte County bezogen setzte sich die Bevölkerung zusammen aus 22,7 Prozent Einwohnern unter 18 Jahren, 7,8 Prozent zwischen 18 und 24 Jahren, 27,5 Prozent zwischen 25 und 44 Jahren, 26,8 Prozent zwischen 45 und 64 Jahren und 15,3 Prozent waren 65 Jahre alt oder darüber. Das Durchschnittsalter betrug 39 Jahre. Auf 100 weibliche Personen kamen 97,7 männliche Personen. Auf 100 Frauen im Alter von 18 Jahren oder darüber kamen statistisch 94,5 Männer.
Das jährliche Durchschnittseinkommen eines Haushalts betrug 28.916 USD, das Durchschnittseinkommen der Familien betrug 33.813 USD. Männer hatten ein Durchschnittseinkommen von 24.796 USD, Frauen 18.354 USD. Das Prokopfeinkommen betrug 15.696 USD. 12,6 Prozent der Familien und 16,3 Prozent der Bevölkerung lebten unterhalb der Armutsgrenze. Davon waren 21,0 Prozent Kinder oder Jugendliche unter 18 Jahre und 18,7 Prozent waren Menschen über 65 Jahre.

## Ortschaften im Fayette County
City
- Petersburg

Town
- Bayard

Andere Unincorporated Communities
| - Arthur - Bismarck - Cabins - Dobbin - Dorcas - Fairfax - Falls | - Forman - Gormania - Greenland - Henry - Hiser - Hopeville - Jordan Run | - Kempton Junction - Kline Gap - Lahmansville - Landes - Martin - Masonville - Maysville | - Medley - Mount Storm - Old Arthur - Pansy - Rough Run - Scherr | - Seemly - Seymourville - Streby - Williamsport - Wilson - Wilsonia |